# 莫五平
莫五平（1958年9月5日—1993年6月2日），中国作曲家，出生于湖南省衡阳市。
莫五平1971年开始随其兄学习小提琴。学生时即体现出超常的创造力和强烈的创作冲动，一、二年级时所作艺术歌曲《水调歌头》（1984年，宋·苏轼词）曾获1987年《音乐创作》举办的全国艺术歌曲征稿评奖活动特别奖。室内乐《山歌》（1985年，长笛、女高音、中提琴、竖琴）深得德籍韩裔作曲家尹伊桑赞誉。弦乐四重奏《村祭》（1986年）使其在国内外乐坛一举成名；该作于1988年被中国文化部选送参加国际现代音乐协会、亚洲作曲家联盟联合举办的“国际作曲比赛”，获第二名，后被国内及亚、欧、美著名弦乐四重奏团, 如Kronos Quartet 和 Arditti Quartet广泛演奏，并成为1995年全国室内乐比赛复赛必选曲目。1990年赴法国巴黎音乐师范学院（École Normale de Musique de Paris）随日裔作曲家Yoshihisa Taira深造。留法期间，莫五平以非凡的毅力和对艺术执著的追求，在艰苦的条件下创作了《凡Ⅰ》（1991年，人声及九件乐器）、《无伴奏小提琴独奏》（1991年）、《凹》（1992年，大管、竖琴、低音提琴、打击乐）、《凡Ⅱ》（1992年，十二件乐器）等室内乐作品。这些作品在荷兰、法国、德国、意大利、比利时和日本、韩国等欧、亚国家频繁上演，其擅长民歌演唱的天赋也同与作品在舞台上得以展示。1992年《凡Ⅰ》获在日本举办的“1992·亚洲音乐节”作曲大奖和仙台市长奖。1993年年病逝于北京。
莫五平是中国“改革开放”初期少数几位在国内、国际乐坛产生广泛影响的作曲家之一。其音乐具有丰富的线条和新颖独特的旋律走向；具有强烈的戏剧性，常将狂放、躁动与沉思、静谧融于一体；擅于应用人声与器乐的组合，极力挖掘人的真情实感。1994年在其逝世一周年时，中国音乐家协会创作委员会和中央音乐学院联合在北京音乐厅举办“莫五平作品音乐会”，同时出版《莫五平作品集》。之后，荷兰新音乐团（Nieuw Ensemble）发行的中国现代音乐唱片《乐》（1994年，New Music from China）、荷兰电影导演菲利普斯（Eline Flipse）拍摄的关于中国现代作曲家的电影《惊雷》（1995年，Broken Silence）均收入莫五平作品。

## 生平
- 1958年9月5日出生于湖南衡阳市。
- 1971年随其兄学习小提琴。
- 1973年考入衡阳市京剧团，1976年考入衡阳市歌剧团，任中提琴演奏员，后成为指挥
- 1983年考入中央音乐学院，师从罗忠镕教授学习作曲，并师从李华德教授学习指挥。
- 1986年三年级时所作弦乐四重奏《村祭》使其在国内外乐坛一举成名。
- 1988年《村祭》被中国文化部选送参加国际现代音乐协会、亚洲作曲家联盟联合举办的“国际作曲比赛”，获第二名。
- 1988年毕业后留校任教。
- 1990年赴法国巴黎音乐师范学院（École Normale de Musique de Paris）随日裔作曲家平义久（Yoshihisa Taira）深造。
- 1991年加入法国作曲家及音乐词作者、出版者协会(SACEM)
- 1992年毕业，获高级作曲文凭，为是年该院该文凭的唯一获得者。
- 1992年《凡Ⅰ》获在日本举办的“1992·亚洲音乐节”作曲大奖和仙台市长奖。
- 1993年病逝于北京。

## 主要作品
- 艺术歌曲《声声慢》（宋，李清照词，1976年）
- 艺术歌曲《水调歌头》（宋，苏轼词，1984年）
- 室内乐《山歌》（长笛，女高音，中提琴，竖琴，1985年）
- 弦乐四重奏《村祭》（1986年）
- 管弦乐《序曲》（人声，管弦乐队，1988年）
- 室内乐《凡Ⅰ》（人声及九件乐器，1991年）
- 《无伴奏小提琴独奏》（1991年）
- 《凹》（大管，竖琴，低音提琴，打击乐，1992年）
- 室内乐《凡Ⅱ》（十二件乐器，1992年)